# Fuente Stravinsky
La fuente Stravinsky (en francés: Fontaine Stravinsky) también conocida como la ruente de los Autómatas es una fuente pública adornada con dieciséis esculturas, con movimiento y aspersión de agua, que representa la obra del compositor Igor Stravinsky. 
Fue creada en 1983 por los escultores Jean Tinguely y Niki de Saint Phalle, y está situada en la plaza Stravinsky, al lado del Centro Pompidou, en París, la capital de Francia.
La fuente Stravinsky es un estanque de 580 m² ubicado en la plaza Stravinsky, cerca del IRCAM (Centro de investigación en música contemporánea), entre el Centro Pompidou y la iglesia de Saint-Merri. Dentro de la cuenca hay dieciséis obras escultóricas inspiradas en el trabajo de Igor Stravinsky. Algunas de las esculturas hacen referencia directa a las obras de Stravinsky, como por ejemplo «El pájaro de fuego» que es una reducción de la gigantesca pieza escultórica «Dios Sol »de Niki de Saint Phalle, emplazada en la Universidad de California San Diego, ese mismo año. Las obras están realizadas principalmente con resina, por ensamblado de resina y partes metálicas, o ensamblado de partes metálicas. Se trata de una obra cinética y concebida para un espacio público.
La fuente tiene 17 m de ancho por 33 m de largo, con una superficie de agua de 580 m².